# Equador nos Jogos Olímpicos de Verão de 2008
O Equador participou dos Jogos Olímpicos de Verão de 2008, em Pequim, na China. O país estreou nos Jogos em 1924 e esta foi sua 12ª participação.

## Medalhas
| Atleta          | Esporte   | Evento                          | Medalha |
| --------------- | --------- | ------------------------------- | ------- |
| Jefferson Perez | Atletismo | 20 km marcha atlética masculina | Prata   |

## Desempenho

### Atletismo
Masculino
| Atletas           | Evento               | Preliminares | Preliminares | Quartas     | Quartas     | Semifinal   | Semifinal   | Final       | Final            |
| Atletas           | Evento               | Marca        | Posição      | Marca       | Posição     | Marca       | Posição     | Marca       | Posição          |
| ----------------- | -------------------- | ------------ | ------------ | ----------- | ----------- | ----------- | ----------- | ----------- | ---------------- |
| Franklin Nazareno | 100 metros           | 10s60        | 52º          | Não avançou | Não avançou | Não avançou | Não avançou | Não avançou | Não avançou      |
| Franklin Nazareno | 200 metros           | 21s26        | 49º          | Não avançou | Não avançou | Não avançou | Não avançou | Não avançou | Não avançou      |
| Byron Piedra      | 800 metros           | Não largou   | Não largou   |             |             | Não avançou | Não avançou | Não avançou | Não avançou      |
| Byron Piedra      | 1500 metros          | 3m45s57      | 42º          |             |             | Não avançou | Não avançou | Não avançou | Não avançou      |
| Franklin Tenorio  | Maratona             |              |              |             |             |             |             | 2h29m05s    | 65º              |
| Jefferson Pérez   | 20km marcha atlética |              |              |             |             |             |             | 1h19m15s    | Medalha de prata |
| Rolando Saquipay  | 20km marcha atlética |              |              |             |             |             |             | 1h22m32s    | 20º              |
| Andrés Chocho     | 20km marcha atlética |              |              |             |             |             |             | 1h27m09s    | 38º              |
| Fausto Quinde     | 50km marcha atlética |              |              |             |             |             |             | 3h59m28s    | 25º              |
| Xavier Moreno     | 50km marcha atlética |              |              |             |             |             |             | 4h07m04s    | 36º              |
| Hugo Chila        | Salto em distância   | 7,77m        | 24º          |             |             |             |             | Não avançou | Não avançou      |

Feminino
| Atletas        | Evento               | Final    | Final   |
| Atletas        | Evento               | Marca    | Posição |
| -------------- | -------------------- | -------- | ------- |
| Sandra Ruales  | Maratona             | 2h35m53s | 46º     |
| Johana Ordóñez | 20km marcha atlética | 1h36m26s | 35º     |

### Boxe
O Equador qualificou três boxeadores para as olimpíadas. Todos os três classificaram-se no primeiro torneio qualificatório americano.
| Atleta              | Evento             | Fase de 32                | Fase de 16               | Quartas                | Semifinais             | Final                  |
| Atleta              | Evento             | Adversário e resultado    | Adversário e resultado   | Adversário e resultado | Adversário e resultado | Adversário e resultado |
| ------------------- | ------------------ | ------------------------- | ------------------------ | ---------------------- | ---------------------- | ---------------------- |
| José Luis Meza      | Peso mosca-ligeiro |                           | IRL P. Barnes D PTS 8:14 | Não avançou            | Não avançou            | Não avançou            |
| Carlos Góngora      | Peso médio         | GER K. Buga V PTS 14:7    | GRE G. Gazis V PTS 12:1  | IND V. Kumar D PTS 4:9 | Não avançou            | Não avançou            |
| Luis Enrique Porozo | Peso pena          | DOM R. Navarro V PTS 3:-3 | CHN Li Y. D PTS 5:6      | Não avançou            | Não avançou            | Não avançou            |

### Ciclismo BMX
Masculino
| Atleta       | Evento     | Qualificatória | Qualificatória | Quartas | Quartas | Semifinal   | Semifinal   | Final       | Final       |
| Atleta       | Evento     | Tempo          | Posição        | Pontos  | Posição | Pontos      | Posição     | Pontos      | Posição     |
| ------------ | ---------- | -------------- | -------------- | ------- | ------- | ----------- | ----------- | ----------- | ----------- |
| Emilio Falla | Individual | 36,993         | 25º            | 17      | 6º      | Não avançou | Não avançou | Não avançou | Não avançou |

### Halterofilismo
Masculino
| Atleta           | Evento | Arranque (kg) | Arremesso (kg) | Total (kg)    | Posição       |
| ---------------- | ------ | ------------- | -------------- | ------------- | ------------- |
| Eduardo Guadamud | -94kg  | 165,0         | Não completou  | Não completou | Não completou |

Feminino
| Atleta            | Evento | Arranque (kg) | Arremesso (kg) | Total (kg) | Posição |
| ----------------- | ------ | ------------- | -------------- | ---------- | ------- |
| Alexandra Escobar | -58kg  | 99,0          | 124,0          | 223,0      | 5º      |

### Judô
Masculino
| Atleta         | Evento | Preliminares           | Fase de 32                    | Fase de 16             | Quartas                | Semifinais             | Repescagem             | Repescagem             | Repescagem             | Final                  | Final       |
| Atleta         | Evento | Preliminares           | Fase de 32                    | Fase de 16             | Quartas                | Semifinais             | 1ª fase                | Quartas                | Semifinais             | Final                  | Final       |
| Atleta         | Evento | Adversário e resultado | Adversário e resultado        | Adversário e resultado | Adversário e resultado | Adversário e resultado | Adversário e resultado | Adversário e resultado | Adversário e resultado | Adversário e resultado | Pos.        |
| -------------- | ------ | ---------------------- | ----------------------------- | ---------------------- | ---------------------- | ---------------------- | ---------------------- | ---------------------- | ---------------------- | ---------------------- | ----------- |
| Roberto Ibáñez | -66 kg |                        | CAN S. Mehmedovic D 0001-0011 | Não avançou            | Não avançou            | Não avançou            | Não avançou            | Não avançou            | Não avançou            | Não avançou            | Não avançou |

Feminino
| Atleta         | Evento | Preliminares           | Fase de 32                | Fase de 16             | Quartas                | Semifinais             | Repescagem                   | Repescagem             | Repescagem             | Final                  | Final       |
| Atleta         | Evento | Preliminares           | Fase de 32                | Fase de 16             | Quartas                | Semifinais             | 1ª fase                      | Quartas                | Semifinais             | Final                  | Final       |
| Atleta         | Evento | Adversário e resultado | Adversário e resultado    | Adversário e resultado | Adversário e resultado | Adversário e resultado | Adversário e resultado       | Adversário e resultado | Adversário e resultado | Adversário e resultado | Pos.        |
| -------------- | ------ | ---------------------- | ------------------------- | ---------------------- | ---------------------- | ---------------------- | ---------------------------- | ---------------------- | ---------------------- | ---------------------- | ----------- |
| Glenda Miranda | -48 kg |                        | CUB Y. Bermoy D 0000-1010 |                        |                        |                        | RUS L. Bogdanova D 0000-0001 | Não avançou            | Não avançou            | Não avançou            | Não avançou |
| Carmen Chalá   | +78 kg |                        | TUN N. Rouhou D 0000-1000 | Não avançou            | Não avançou            | Não avançou            | Não avançou                  | Não avançou            | Não avançou            | Não avançou            | Não avançou |

### Natação
Masculino
| Atleta(s)     | Evento          | Eliminatórias | Eliminatórias | Semifinal   | Semifinal   | Final       | Final       |
| Atleta(s)     | Evento          | Tempo         | Posição       | Tempo       | Posição     | Tempo       | Posição     |
| ------------- | --------------- | ------------- | ------------- | ----------- | ----------- | ----------- | ----------- |
| Marco Camargo | 100 m borboleta | 57s48         | 65º           | Não avançou | Não avançou | Não avançou | Não avançou |

Feminino
| Atleta(s)        | Evento     | Eliminatórias | Eliminatórias | Semifinal   | Semifinal   | Final       | Final       |
| Atleta(s)        | Evento     | Tempo         | Posição       | Tempo       | Posição     | Tempo       | Posição     |
| ---------------- | ---------- | ------------- | ------------- | ----------- | ----------- | ----------- | ----------- |
| Yamilé Bahamonde | 50 m livre | 26s54         | 44º           | Não avançou | Não avançou | Não avançou | Não avançou |

### Taekwondo
Feminino
| Atleta         | Evento | Preliminares           | Quartas                | Semifinais             | Repescagem             | Final                  | Posição     |
| Atleta         | Evento | Adversário e resultado | Adversário e resultado | Adversário e resultado | Adversário e resultado | Adversário e resultado | Posição     |
| -------------- | ------ | ---------------------- | ---------------------- | ---------------------- | ---------------------- | ---------------------- | ----------- |
| Lorena Benítez | +67kg  | AUS C. Marton D 0-2    | Não avançou            | Não avançou            | Não avançou            | Não avançou            | Não avançou |

### Tênis
Masculino
| Atleta           | Evento  | Fase de 64                  | Fase de 32             | Fase de 16             | Quartas                | Semifinais             | Final                  | Final       |
| Atleta           | Evento  | Adversário e resultado      | Adversário e resultado | Adversário e resultado | Adversário e resultado | Adversário e resultado | Adversário e resultado | Posição     |
| ---------------- | ------- | --------------------------- | ---------------------- | ---------------------- | ---------------------- | ---------------------- | ---------------------- | ----------- |
| Nicolás Lapentti | Simples | FRA P-H. Mathieu D 6-7, 2-6 | Não avançou            | Não avançou            | Não avançou            | Não avançou            | Não avançou            | Não avançou |

### Tiro
Feminino
| Atleta      | Evento             | Qualificação | Qualificação | Final       | Final       | Posição |
| Atleta      | Evento             | Placar       | Posição      | Placar      | Total       | Posição |
| ----------- | ------------------ | ------------ | ------------ | ----------- | ----------- | ------- |
| Carmen Malo | Pistola livre 25 m | 559          | 40º          | Não avançou | Não avançou | 40º     |